# No One Is Innocent
No One Is Innocent – piąty singel punkrockowego zespołu Sex Pistols. Wydany 30 czerwca 1978. 

## Lista utworów
1. No One Is Innocent
2. My Way

## Skład
- Ronnie Biggs – wokal („No One Is Innocent”)
- Steve Jones – gitara, gitara basowa
- Sid Vicious – wokal („My Way”)
- Paul Cook – perkusja